# Битан, Давид
Давид Битан (ивр. דוד ביטן‎ , родился 8 апреля 1960 года) — израильский политический и государственный деятель, депутат Кнессета и председатель комитета кнессета по экономике от партии «Ликуд», а в Кнессете 23-го созыва занимал пост председателя комитета по иммиграции и абсорбции . В прошлом он был председателем отделения «Ликуда» в Ришон-ле-Ционе и членом городского совета от партии «Ликуд».

## Биография
Давид Битан родился в Аль-Кенитре, Марокко, в семье Альберта и Маргалит Битан и репатириировался в Израиль с семьёй в возрасте пяти лет. Он служил в Армии обороны Израиля в качестве военного медика. В 1987 году он получил степень бакалавра в области юриспруденции в Тель-Авивском университете и занимался юридической практикой в независимой фирме.
С 1988 года Давид был членом городского совета Ришон-ле-Циона от партии «Ликуд», когда он был впервые избран председателем отделения «Ликуд» в городе Ришон-ле-Цион, и баллотировался в городской совет во главе списка от партии «Ликуд».
В 2010 году Битан находился под следствием по подозрению в правонарушениях в по обвинению в мошенничестве. После опубликования подозрений Битан отказался от части своих полномочий в муниципалитете по вопросам строительства. Позже на него были возложены полномочия в области транспорта, дорожного движения и жилищной культуры. После выборов в местные органы власти, состоявшихся в 2013 году, ему вернули инженерный портфель вместе с председательством в муниципальном подкомитете по планированию и строительству.
С 2011 года Битан является членом Попечительского совета Еврейского агентства .
В октябре 2021 года он получил степень почетного доктора Университета Робкидзе в Грузии.

### Футбольная команда
В 2001—2008 годах возглавлял футбольную команду «Хапоэль Ришон-ле-Цион» . В этот период финансовое положение футбольной команды ухудшилось. Согласно журналисткому расследованию газеты TheMarker, Битан и его группа связались с серым рынком после того, как взяли у них кредит. В результате Битан надолго ушел в подполье из-за страха перед кредиторами, его зарплата была конфискована, а долг, наконец, выплачен с помощью членов семьи и друзей. Битан ответил, что расследование представляет собой «цикл лжи».

### Кнессет
Битан баллотировался на предварительных выборах по списку Ликуда на выборах в Кнессет пятнадцатого созыва, занял 39-е место после получения 173 голосов и не был избран в Кнессет после того, как список получил 19 мандатов.
На предварительных выборах по списку «Ликуд» при подготовке к выборам в Кнессет девятнадцатого созыва избран представителем округа Шефела на 21-е место. После включения представителей Исраэля Бейтену в список " Ликуд-Исраэль-Бейтену " он занял 35-е место и не был избран в Кнессет после того, как список набрал 31 мандат.
На предварительных выборах, проведенных в рамках подготовки к выборам в Кнессет 20-го созыва, он снова был избран представителем округа Шефела и занял 16-е место в партийном списке для Кнессета.
После того, как «Ликуд» получил 30 мест, Битан был приведен к присяге 31 марта 2015 года в качестве депутата Кнессета 20-го созыва. Он был назначен председателем комиссии по делам Кнессета . В мае 2016 года назначен председателем коалиции .
Перед выборами в 21-й Кнессет он баллотировался в национальном списке на праймериз «Ликуда» и занял 23-е место в списке Кнессета. Он был поставлен на то же место на выборах в Кнессет 22-го созыва и был избран. После этого он был назначен заместителем председателя Кнессета .
5 января 2020 года премьер-министр Биньямин Нетаньяху предложил назначить его министром сельского хозяйства в переходном правительстве, но после задержки назначения Битан объявил, что отказывается от него.
В мае 2020 года назначен председателем Комитета алии, абсорбции и диаспоры.
В 24-м Кнессете он, как и все члены его партии, был на стороне оппозиции . В августе 2021 года он был среди заявителей в Высокий суд против решения Кнессета о составе его комитетов.
Перед выборами в Кнессет 25-го созыва он баллотировался в общенациональном списке на праймериз «Ликуда» и занял 17-е место в списке Кнессета. После выборов был назначен председателем экономического комитета. В Кнессете 25-го созыва выступал против премьер-министра и председателя его партии Нетаньяху , возражал против части судебной реформы и других шагов, которые продвигало правительство .

### Уголовные подозрения
Начиная с декабря 2017 года, Битан находился под следствием полиции по делу 1803, по подозрению в получении взяток в период его пребывания на посту заместителя мэра города Ришон-ле-Цион, а также в качестве депутата Кнессета. Его жена Хагит также была допрошена по подозрению в отмывании денег . В декабре 2017 года Битан подал в отставку с поста председателя коалиции после расследования. В марте 2019 года полиция опубликовала свою позицию о том, что сформирована достаточная доказательная инфраструктура для установления подозрений в совершении им преступлений во взяточничестве, отмывании денег, мошенничестве с получением ценностей, мошенничестве и злоупотреблении доверием и налоговых правонарушениях, в 12 случаях. Во время своих расследований Битан воспользовался правом хранить молчание.
26 января 2020 года генеральный прокурор Авихай Мандельблит объявил о возбуждении подлежащего слушанию обвинительного заключения против Битана за преступления во взяточничестве, мошенничестве и злоупотреблении доверием по 9 делам, в которых он подозревался во взяточничестве. на общую сумму 992 тыс. шекелей. Суд запретил публиковать имена государственных свидетелей по делу. 9 августа 2021 года Битану было предъявлено обвинение во взяточничестве, мошенничестве и злоупотреблении доверием, 27 декабря 2022 года этап доказательств в суде над Битаном в окружном суде Лода.
В сентябре 2022 года в рамках соглашения о признании вины сеть «Хаци хинам» и ее управляющий недвижимостью Лехи Санк-Коперли были признаны виновными в даче взятки Битану.

### Личная жизнь
Битан живет в Ришон ле-Ционе, женат на Хагит, у них две дочери.